# Robert Garrett (calciatore)
Robert Garrett (Belfast, 5 maggio 1988) è un calciatore nordirlandese, centrocampista del Bangor.

## Carriera

### Club
Durante la sua carriera ha vestito le maglie di Stoke City, Wrexham e Linfield.

### Nazionale
Ha giocato nella nazionale nordirlandese Under-21.
Conta 5 presenze con la nazionale maggiore nordirlandese, tutte tra il 2009 ed il 2011: il suo debutto arriva contro l'Italia.

## Statistiche

### Cronologia presenze e reti in nazionale
| Cronologia completa delle presenze e delle reti in nazionale ― Irlanda del Nord | Cronologia completa delle presenze e delle reti in nazionale ― Irlanda del Nord | Cronologia completa delle presenze e delle reti in nazionale ― Irlanda del Nord | Cronologia completa delle presenze e delle reti in nazionale ― Irlanda del Nord | Cronologia completa delle presenze e delle reti in nazionale ― Irlanda del Nord | Cronologia completa delle presenze e delle reti in nazionale ― Irlanda del Nord | Cronologia completa delle presenze e delle reti in nazionale ― Irlanda del Nord | Cronologia completa delle presenze e delle reti in nazionale ― Irlanda del Nord |
| Data                                                                            | Città                                                                           | In casa                                                                         | Risultato                                                                       | Ospiti                                                                          | Competizione                                                                    | Reti                                                                            | Note                                                                            |
| ------------------------------------------------------------------------------- | ------------------------------------------------------------------------------- | ------------------------------------------------------------------------------- | ------------------------------------------------------------------------------- | ------------------------------------------------------------------------------- | ------------------------------------------------------------------------------- | ------------------------------------------------------------------------------- | ------------------------------------------------------------------------------- |
| 6-6-2009                                                                        | Pisa                                                                            | Italia                                                                          | 3 – 0                                                                           | Irlanda del Nord                                                                | Amichevole                                                                      | -                                                                               | 62’                                                                             |
| 26-5-2010                                                                       | New Britain                                                                     | Turchia                                                                         | 2 – 0                                                                           | Irlanda del Nord                                                                | Amichevole                                                                      | -                                                                               | 80’                                                                             |
| 30-5-2010                                                                       | Chillán                                                                         | Cile                                                                            | 1 – 0                                                                           | Irlanda del Nord                                                                | Amichevole                                                                      | -                                                                               | 27’ 46’                                                                         |
| 24-5-2011                                                                       | Dublino                                                                         | Irlanda                                                                         | 5 – 0                                                                           | Irlanda del Nord                                                                | Amichevole                                                                      | -                                                                               | 76’                                                                             |
| 27-5-2011                                                                       | Dublino                                                                         | Galles                                                                          | 2 – 0                                                                           | Irlanda del Nord                                                                | Amichevole                                                                      | -                                                                               | 76’                                                                             |
| Totale                                                                          |                                                                                 | Presenze                                                                        | 5                                                                               |                                                                                 | Reti                                                                            | 0                                                                               |                                                                                 |

## Palmarès

### Club

#### Competizioni nazionali
- Campionato nordirlandese: 3

Linfield: 2009-2010, 2010-2011, 2011-2012
- Irish Cup: 3

Linfield: 2009-2010, 2010-2011, 2011-2012
- County Antrim Shield: 1

Linfield: 2013-2014
- Championship: 1

Bangor: 2024-2025